# Tropical house
La Tropical house è un sottogenere della deep house e della house nato durante la prima metà degli anni 2010 seguendo la corrente della EDM.  Il termine è stato coniato dal popolare DJ e produttore australiano di Tropical House, Thomas Jack, ma il suo principale esponente è il pianista e DJ norvegese Kygo. Artisti del genere si sono messi in evidenza durante vari festival, come ad esempio l'esibizione di Bakermat al Bakermat and Friends a Tomorrowland 2014.

## Origini del nome
Il termine "tropical house" (spesso abbreviato in "Trop House") fu usato per gioco dal DJ e produttore australiano Thomas Jack, ritrovatosi sotto pressione nel cercare di dare un nome alla sua musica, nata sotto le influenze delle atmosfere estive e la spiaggia. Da quel momento in poi il nome prese quota e ha iniziato a essere utilizzato dagli ascoltatori per etichettare questo stile musicale.

## Caratteristiche del genere musicale
Tropical house è un sottogenere della deep house, che a sua volta è un sottogenere della house. Possiede pertanto caratteristiche tipiche della musica house, inclusi il sintetizzatore e il pattern ritmico 4/4, utilizzato principalmente nella EDM. 
La tropical house è una fusione tra sintetizzatori e strumenti acustici. Il tempo delle canzoni tropical house generalmente va dai 90 ai 128 bpm. Come per la deep house, le tracce sono più lunghe di quelle di altre forme di house music, andando dai 3 ai 6 minuti.